# 嘉義縣行政區劃
嘉義縣行政區劃係描述與今中華民國臺灣省嘉義縣相關之行政區劃沿革，及現今嘉義縣之行政區劃範圍。
目前嘉義縣劃分為2市、2鎮、14鄉（含1山地鄉）:12，共有18個鄉鎮市。1991年7月1日縣治遷至位於太保鄉與朴子鎮之間的祥和新村設置縣政特區，太保鄉改制為太保市；1992年9月10日朴子鎮亦改制為朴子市:39。
嘉義縣乃1950年係由原省轄嘉義市6區改制為4鎮2鄉，與臺南縣嘉義區的1鎮9鄉及東石區的2鎮4鄉等16個鄉鎮合併而成。1951年新東、新西、新南、新北四鎮合併成縣治嘉義市。1982年嘉義市再為省轄市，縣市分治:38。
目前嘉義縣面積最大與最小的三級行政區分別是阿里山鄉與溪口鄉，兩行政區面積分別為427.8471平方公里與33.0463平方公里:12；人口最多與最少的三級行政區分別是民雄鄉與大埔鄉，2024年底兩行政區人口分別為69,923人與4,323人；人口密度最高與最低的三級行政區分別是民雄鄉與阿里山鄉，2024年底兩行政區人口密度分別為每平方公里818人與每平方公里12人。

## 沿革

### 日治時期前
嘉義縣古名「諸羅山」，是諸羅山社的活動區域，在臺灣荷蘭統治時期時為臺灣地方集會北部地方會議區的第一區域，而除了諸羅山社外，該區域還包括了新港社、目加溜灣社、蕭隴社、蔴豆社、哆囉嘓社等位於今臺南市的平埔族等社。明鄭時期後，今嘉義縣歸屬承天府天興縣所管，後來鄭經在明永曆十八年（1664年）更改行政區劃，天興縣改為天興州。1683年7月，鄭克塽降清，臺灣納入大清版圖:122。1684年，設臺灣府，隸福建省，下設臺灣、鳳山、諸羅三縣。其中諸羅縣縣治在開化里佳里興（今臺南市佳里區），1704年移駐諸羅山莊（今嘉義市）。1786年12月6日，發生林爽文事件，諸羅人民協助清廷官兵，死守城池，奮勇抵禦。乾隆皇帝視為「義」舉，為「嘉」獎之，1787年11月3日下旨改「諸羅」為「嘉義」:217。

### 日治時期

#### 州制實行前
1895年乙未戰爭後，臺灣正式納入大日本帝國版圖，而清末的臺南府嘉義縣則在該年6月改成「臺南縣嘉義支廳」，其廳署即為清朝的嘉義縣衙門，但兩個月後便改為「臺南民政支部嘉義出張所」管轄。隔年4月，又改回「臺南縣嘉義支廳」，而10月時支廳分為東西南北四區，各區事務統掌於嘉義街。1897年嘉義支廳改為嘉義縣，設辦務署於今嘉義市，隔年3月嘉義縣四區改稱一、二、三、四區，設有區役場，6月嘉義縣被裁撤，再次隸於臺南縣。1900年四區改回東西南北的稱呼，並設置街庄長，隔年廢縣改廳，今嘉義縣歸於嘉義廳，而又過了四年後（1905年），6月將四區整併為嘉義區，街庄長改為區長，之後嘉義廳又在1909年與斗六廳、鹽水港廳合併，維持到大正九年（1920年）的行政區劃改革為止。

#### 州制實行後

1930年臺南州行政區劃

1920年10月1日，正式實施臺灣總督府公布《臺灣州制》（大正9年律令第3號）、《臺灣市制》（大正9年律令第5號）、《臺灣街庄制》（大正9年律令第6號），改正地方制度，規定州、市、街庄不僅是行政區劃，也是地方公共團體。將臺灣西部十個廳改制為州，東部則改設為廳；其中嘉義廳與臺南廳正式合併為臺南州，共轄有2市、10郡。

### 中華民國時期
1945年10月25日，臺灣由中華民國接管:306，將日治時期的5州、3廳、11州轄市調整為8縣、9省轄市、2縣轄市。臺南州改制為臺南縣，郡改為區，街庄改為鄉鎮。

#### 臺南縣時期
1945年臺灣脫離日本統治，中華民國在臺灣成立臺灣省行政長官公署，臺南州改制為臺南縣，嘉義市改制為省轄市，1946年，將水上鄉、太保鄉劃入嘉義市，全縣劃分為斗六區、虎尾區、北港區、嘉義區、東石區、新豐區、新化區、曾文區、北門區、新營區等10個縣轄區，共轄有67個鄉鎮:16。1948年東石區布袋鄉改制為東石區布袋鎮。

#### 嘉義縣時期
1950年8月，臺灣省政府調整行政區域，將全臺劃分為16縣5省轄市1管理局，原省轄之嘉義市6區改制為4鎮2鄉，與臺南縣嘉義區的1鎮9鄉及東石區的2鎮4鄉等16個鄉鎮合併為嘉義縣，共轄有22個鄉鎮。1951年將新東、新西、新南、新北四鎮撤銷，合併組成縣轄嘉義市，縣治設於原嘉義市，轄1市、3鎮、15鄉:34，100-104。1982年縣市分治:38。1991年7月1日縣治遷至位於太保鄉與朴子鎮之間的祥和新村設置縣政特區，太保鄉並改制為縣轄市太保市；1992年9月10日朴子鎮亦改制為朴子市:39。全縣轄有2市、2鎮、14鄉（含1山地鄉）:12，共有18個鄉鎮市。

## 列表
嘉義縣共有2市（又稱縣轄市）、2鎮、14鄉（含1山地鄉）:12，以下資料為2024年底資料。
| 鄉鎮市名 | 區域 代碼 | 面積 （km²） | 下轄村 數 | 下轄鄰數 | 人口數  | 人口 消長 | 人口密度 （人/km²） | 地圖 |
| -------- | --------- | ------------ | --------- | -------- | ------- | --------- | ------------------- | ---- |
| 太保市   | 10010010  | 66.8964      | 18        | 272      | 39,342  | +43       | 588                 |      |
| 朴子市   | 10010020  | 49.5737      | 27        | 435      | 40,409  | -296      | 815                 |      |
| 布袋鎮   | 10010030  | 61.7307      | 23        | 375      | 24,121  | -501      | 391                 |      |
| 大林鎮   | 10010040  | 64.1663      | 21        | 317      | 29,610  | -205      | 461                 |      |
| 民雄鄉   | 10010050  | 85.4969      | 28        | 529      | 69,923  | -325      | 818                 |      |
| 溪口鄉   | 10010060  | 33.0463      | 14        | 205      | 12,944  | -294      | 392                 |      |
| 新港鄉   | 10010070  | 66.0495      | 23        | 380      | 29,617  | -477      | 448                 |      |
| 六腳鄉   | 10010080  | 62.2619      | 25        | 328      | 20,497  | -392      | 329                 |      |
| 東石鄉   | 10010090  | 81.5821      | 23        | 357      | 22,201  | -548      | 272                 |      |
| 義竹鄉   | 10010100  | 79.2925      | 22        | 311      | 16,163  | -470      | 204                 |      |
| 鹿草鄉   | 10010110  | 54.3151      | 15        | 255      | 13,891  | -232      | 256                 |      |
| 水上鄉   | 10010120  | 69.1198      | 26        | 409      | 47,366  | -361      | 685                 |      |
| 中埔鄉   | 10010130  | 129.5016     | 22        | 375      | 42,190  | -500      | 326                 |      |
| 竹崎鄉   | 10010140  | 162.2256     | 24        | 407      | 32,759  | -549      | 202                 |      |
| 梅山鄉   | 10010150  | 119.7571     | 18        | 215      | 17,497  | -308      | 146                 |      |
| 番路鄉   | 10010160  | 117.5269     | 11        | 115      | 10,697  | -170      | 91                  |      |
| 大埔鄉   | 10010170  | 173.2472     | 5         | 49       | 4,323   | -121      | 25                  |      |
| 阿里山鄉 | 10010180  | 427.8471     | 12        | 78       | 5,236   | -68       | 12                  |      |
| 嘉義縣   | 10010     | 1,903.6367   | 357       | 5,412    | 478,786 | -5,774    | 252                 |      |

- 人口消長計算方式為2024年底人口減去2023年底人口，負值以紅字表示，正值以藍字表示，沒有增長以綠字表示
- 各區人口密度以4捨5入至小數點前1位計之
- 人口成長情形：
  - 高度成長[註 1]：（暫無）
  - 穩定成長[註 2]：太保
  - 不穩定增減[註 3]：（暫無）
  - 成長停滯[註 4]：（暫無）
  - 輕度衰退[註 5]：民雄、朴子、大林、水上
  - 高度衰退[註 6]：中埔、阿里山、番路、新港、鹿草、竹崎、梅山、六腳、布袋、溪口、東石、大埔、義竹

## 地圖
| 嘉義縣行政區劃示意圖 |
| 東石鄉 布袋鎮 義竹鄉 朴子市 六腳鄉 鹿草鄉 太保市 新港鄉 溪口鄉 大林鎮 民雄鄉 水上鄉 中埔鄉 番路鄉 竹崎鄉 梅山鄉 大埔鄉 阿里山鄉 |

## 圖集

嘉義縣各鄉鎮市行政區圖集
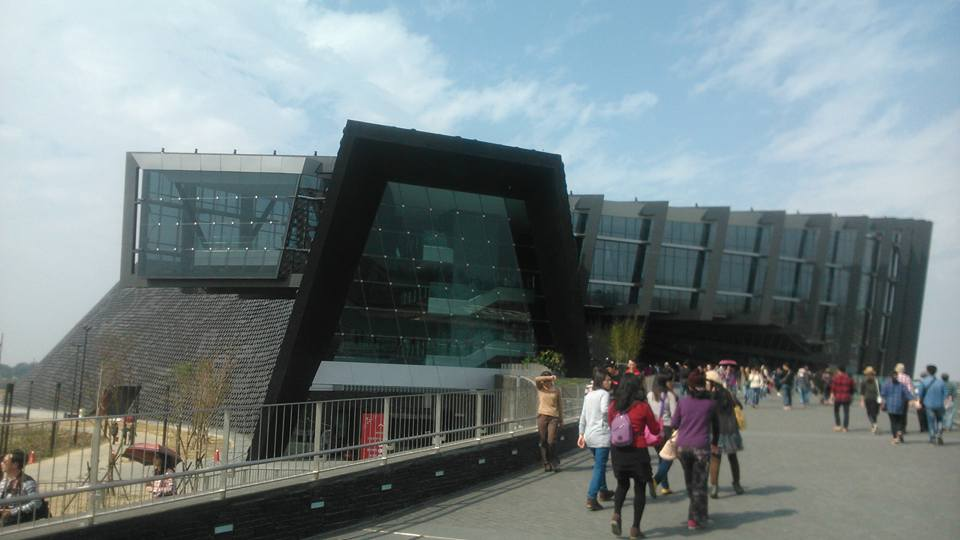
太保市國立故宮博物院南部院區
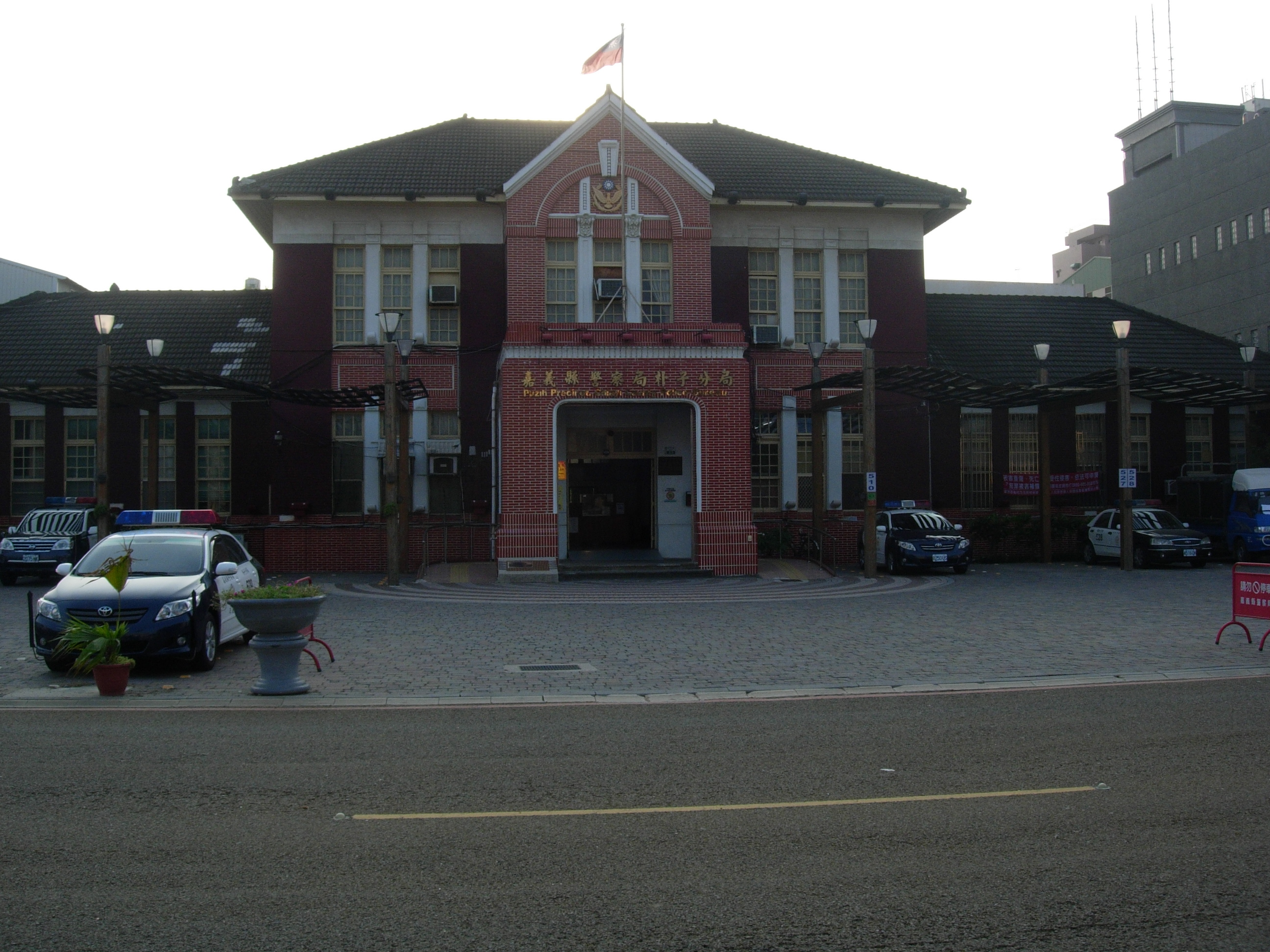
朴子市日治時期的東石郡役所
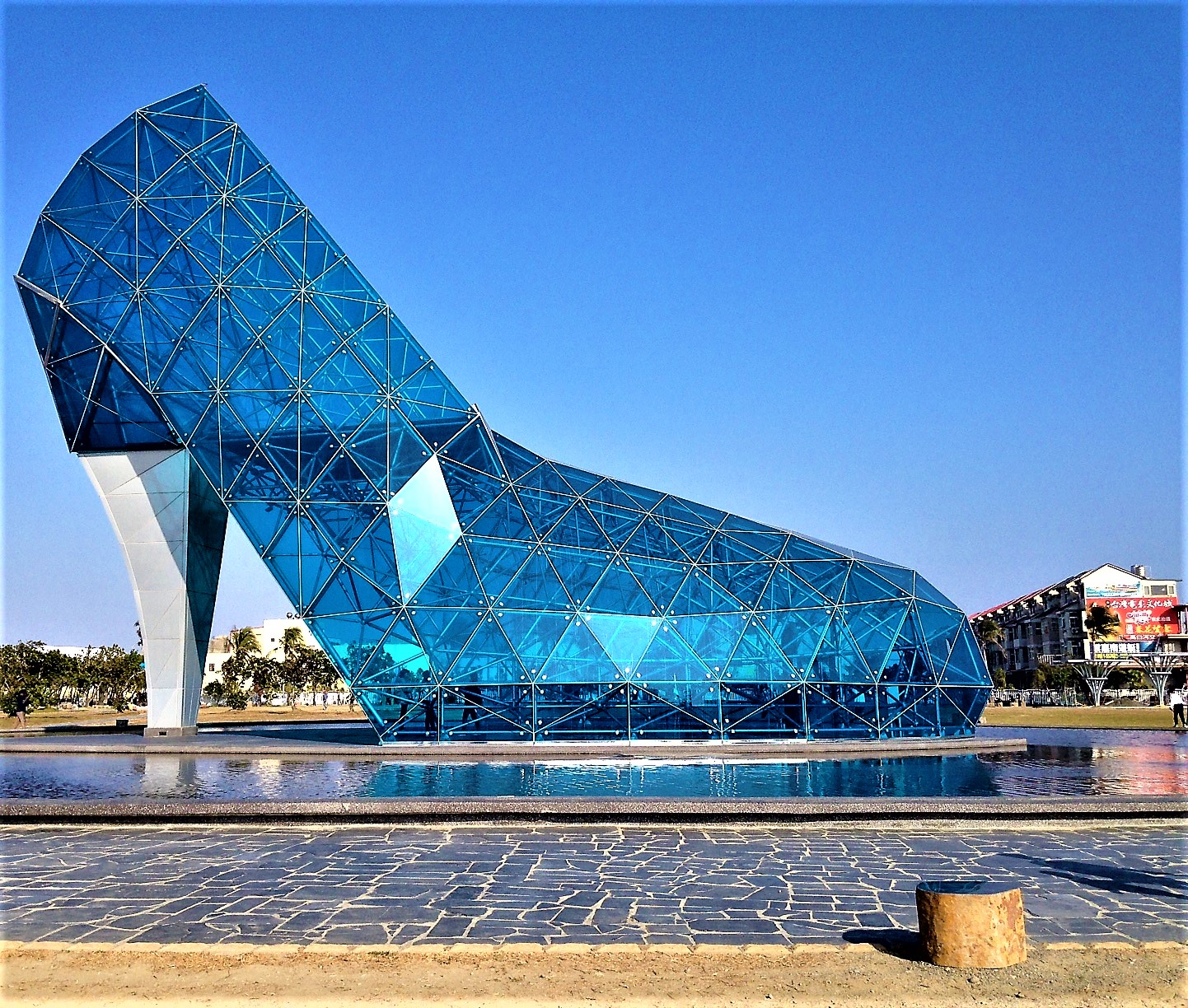
布袋鎮高跟鞋教堂
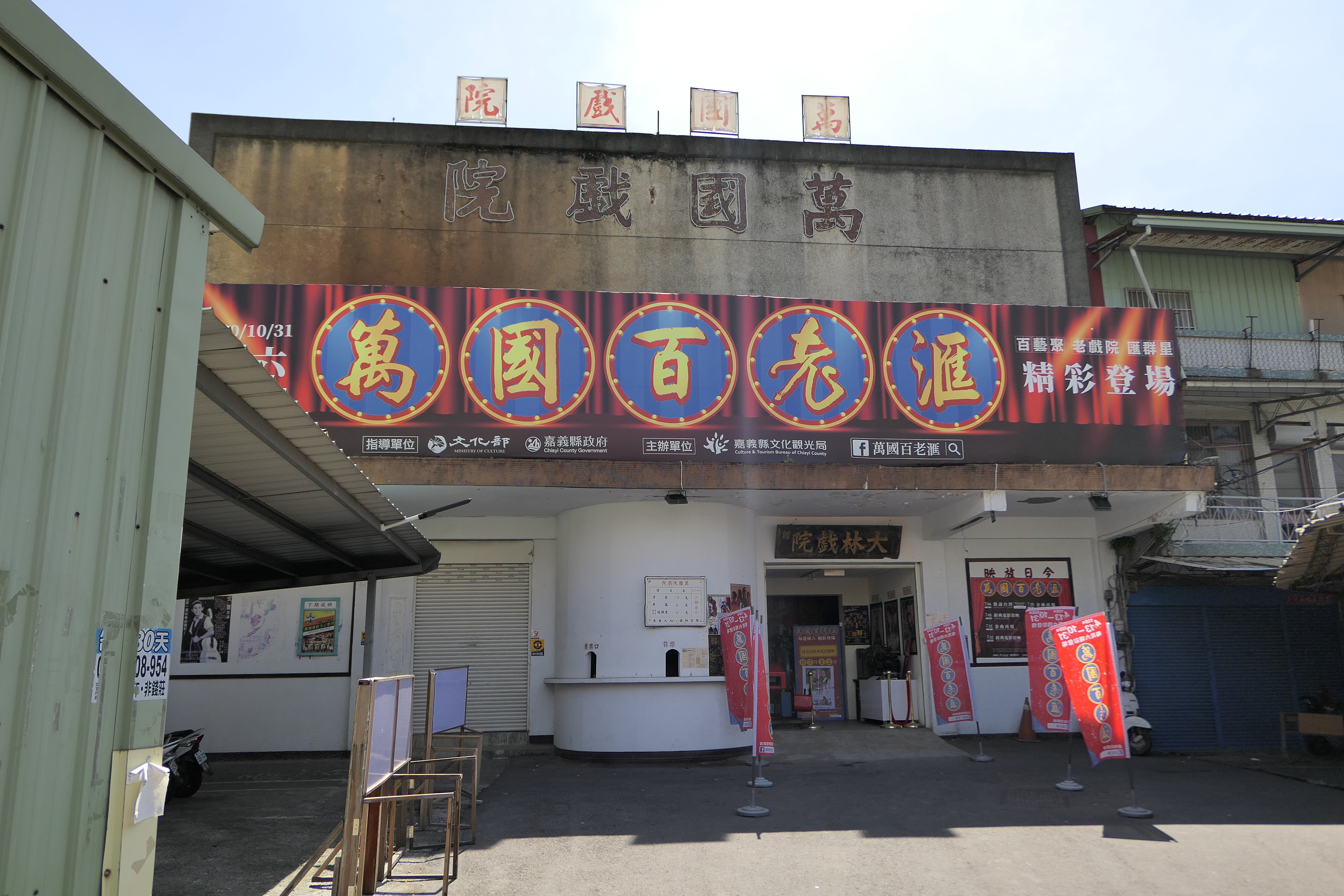
大林鎮大林萬國戲院
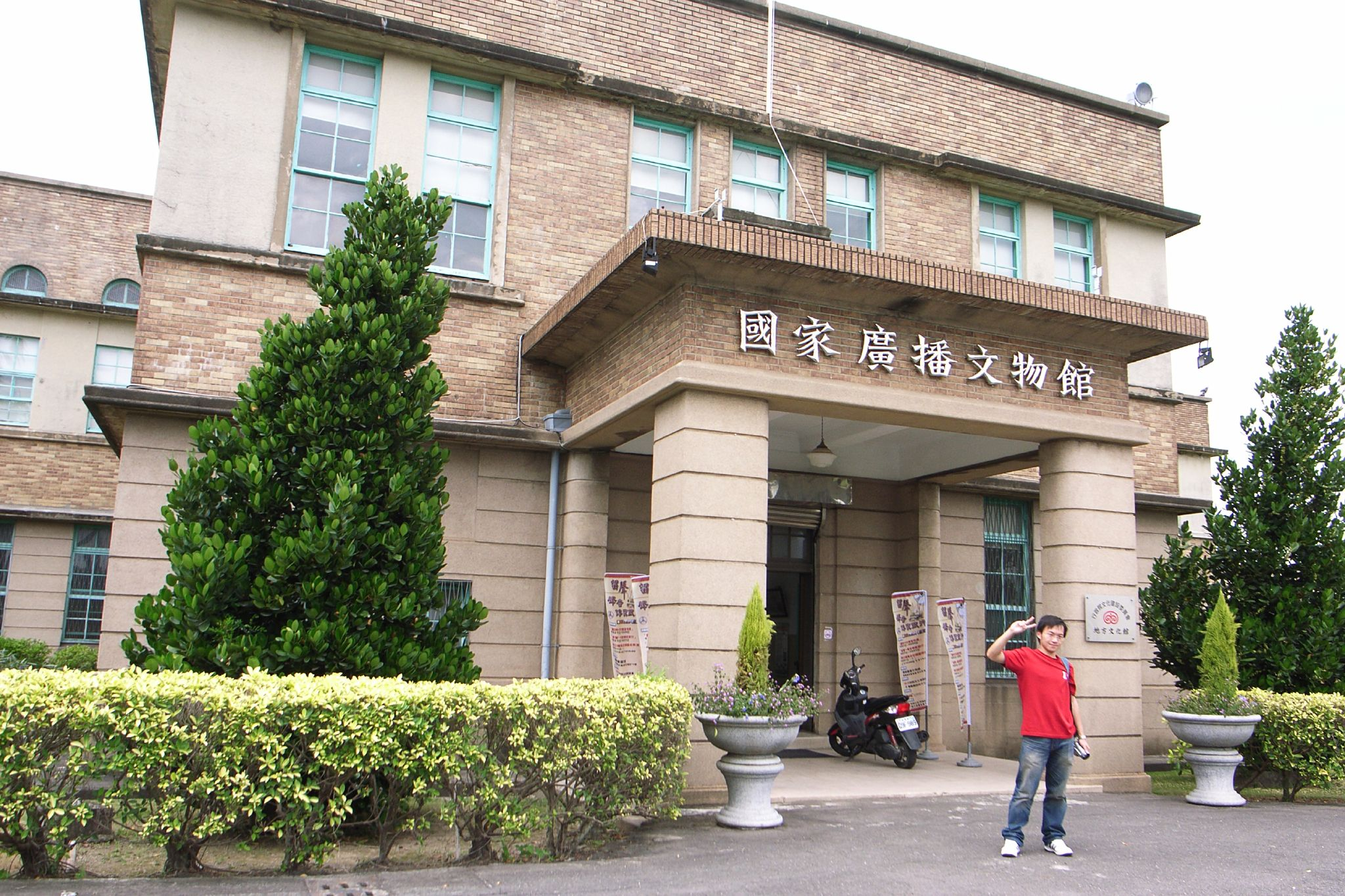
民雄鄉國家廣播文物館
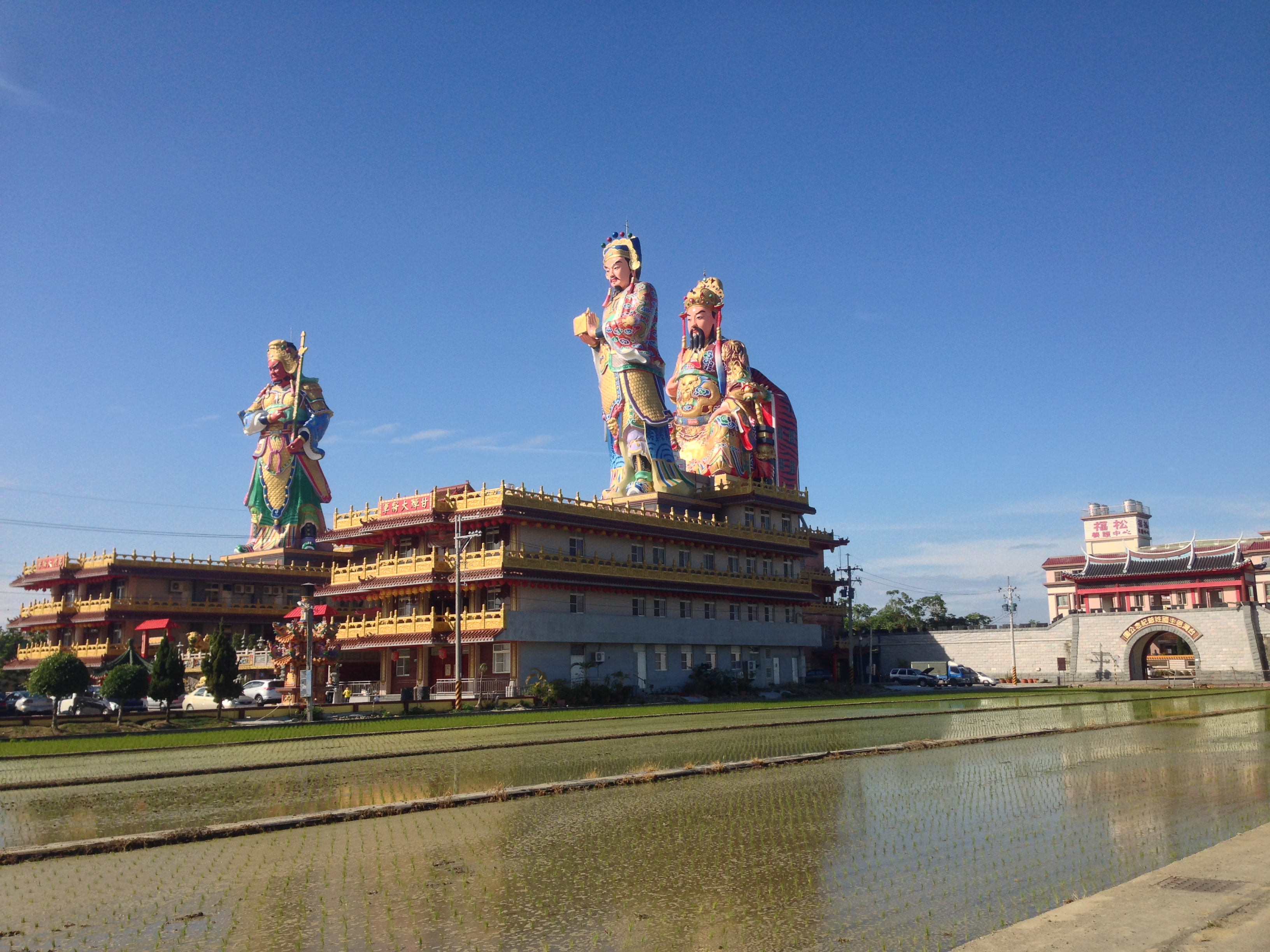
溪口鄉開元殿
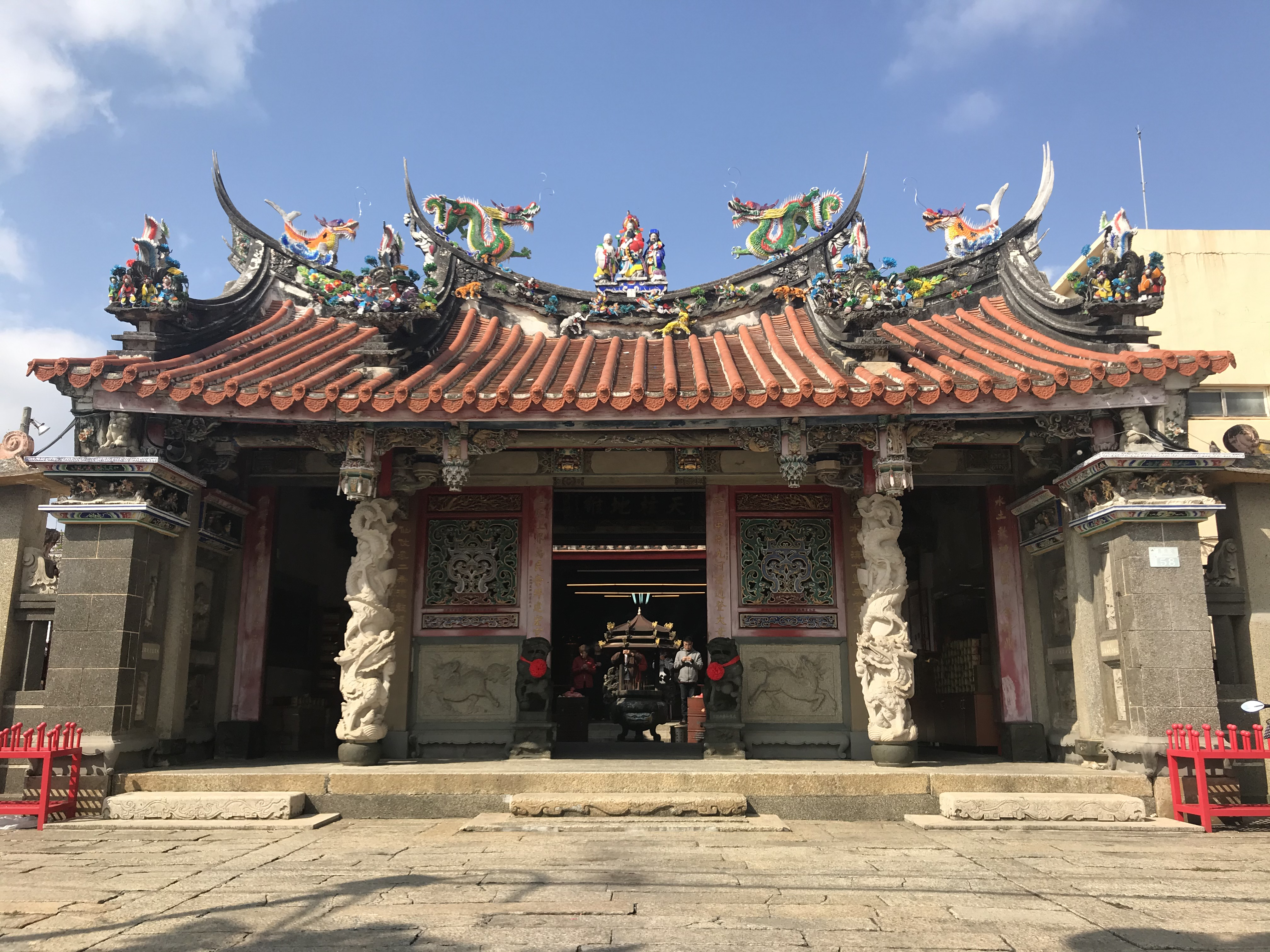
新港鄉國定古蹟笨港水仙宮
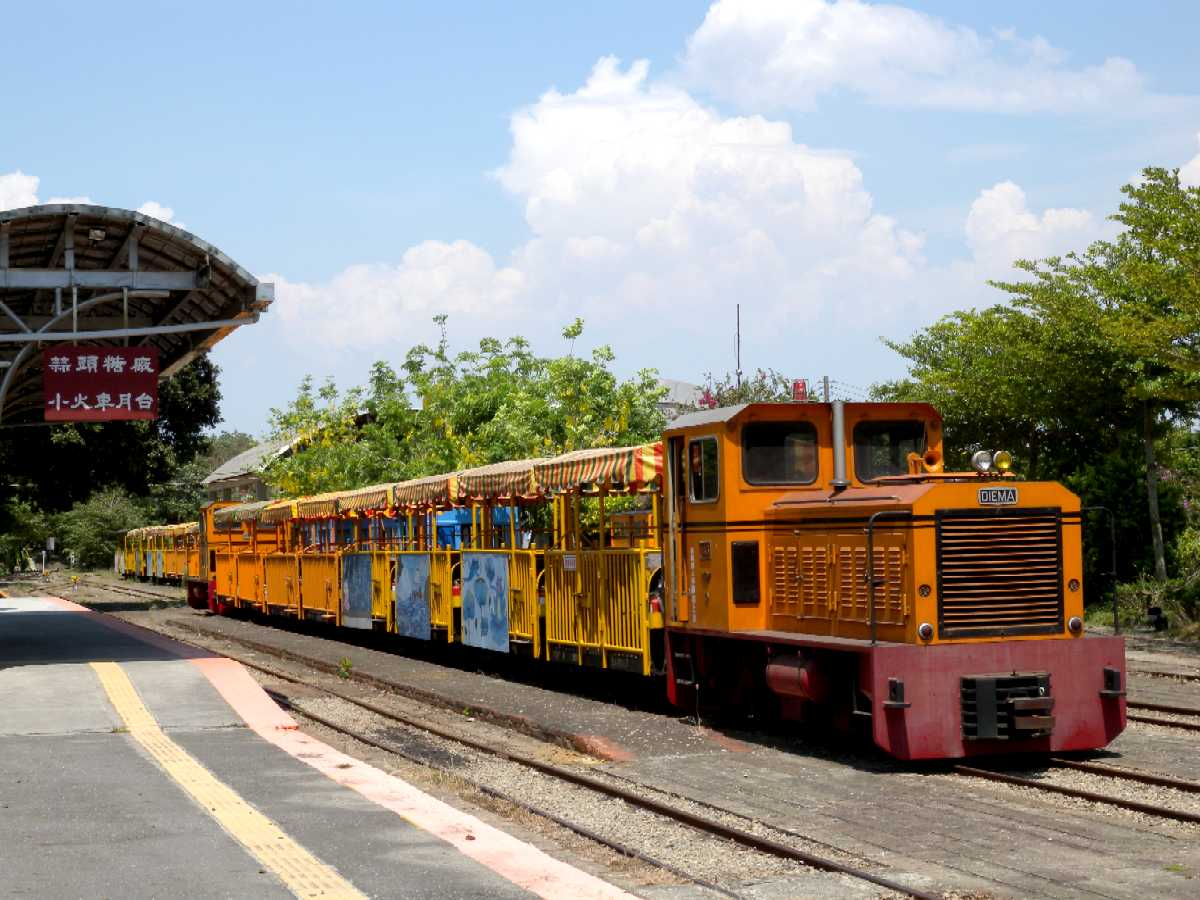
六腳鄉蒜頭糖廠蔗埕文化園區五分車
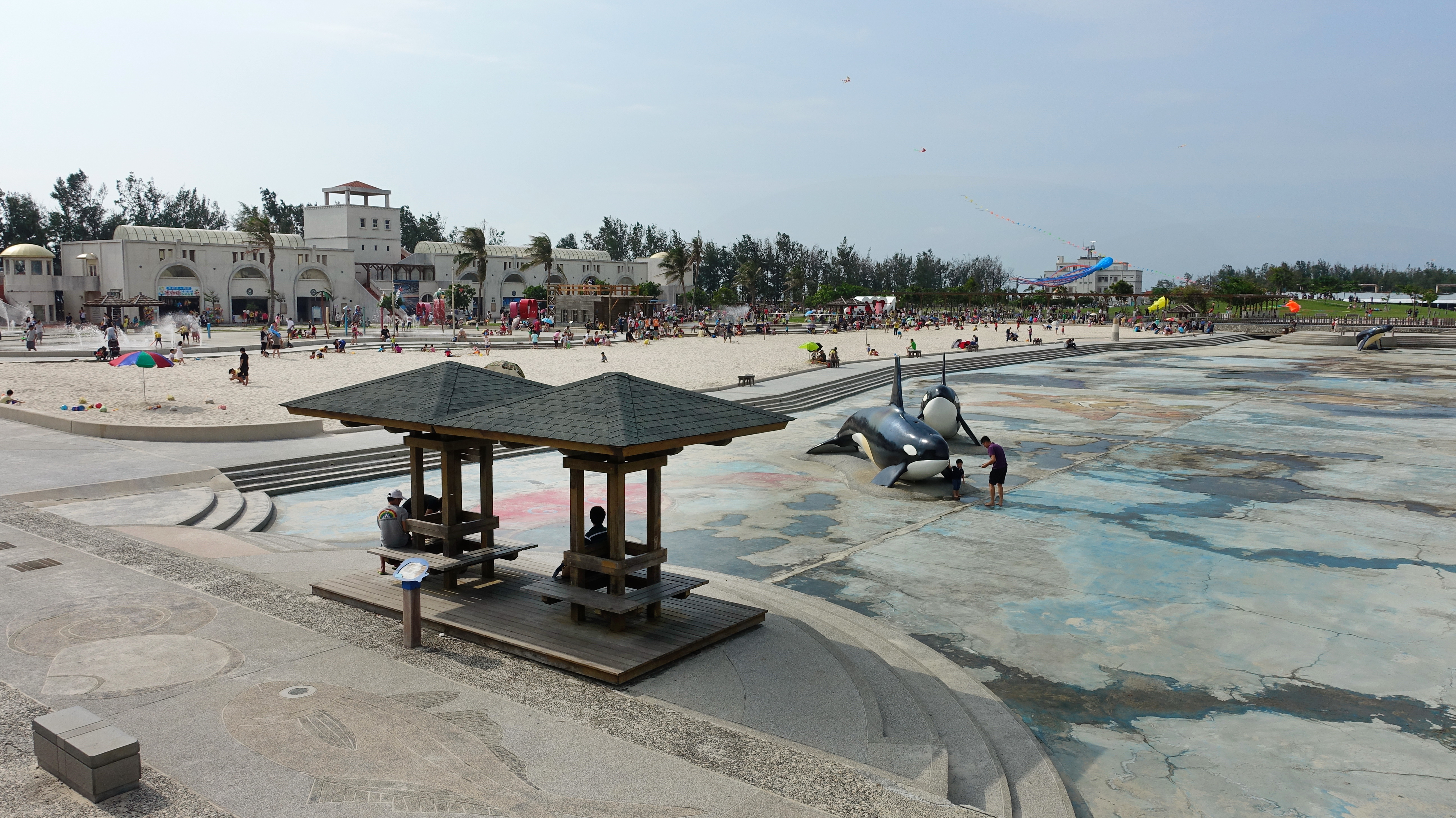
東石鄉東石漁人碼頭
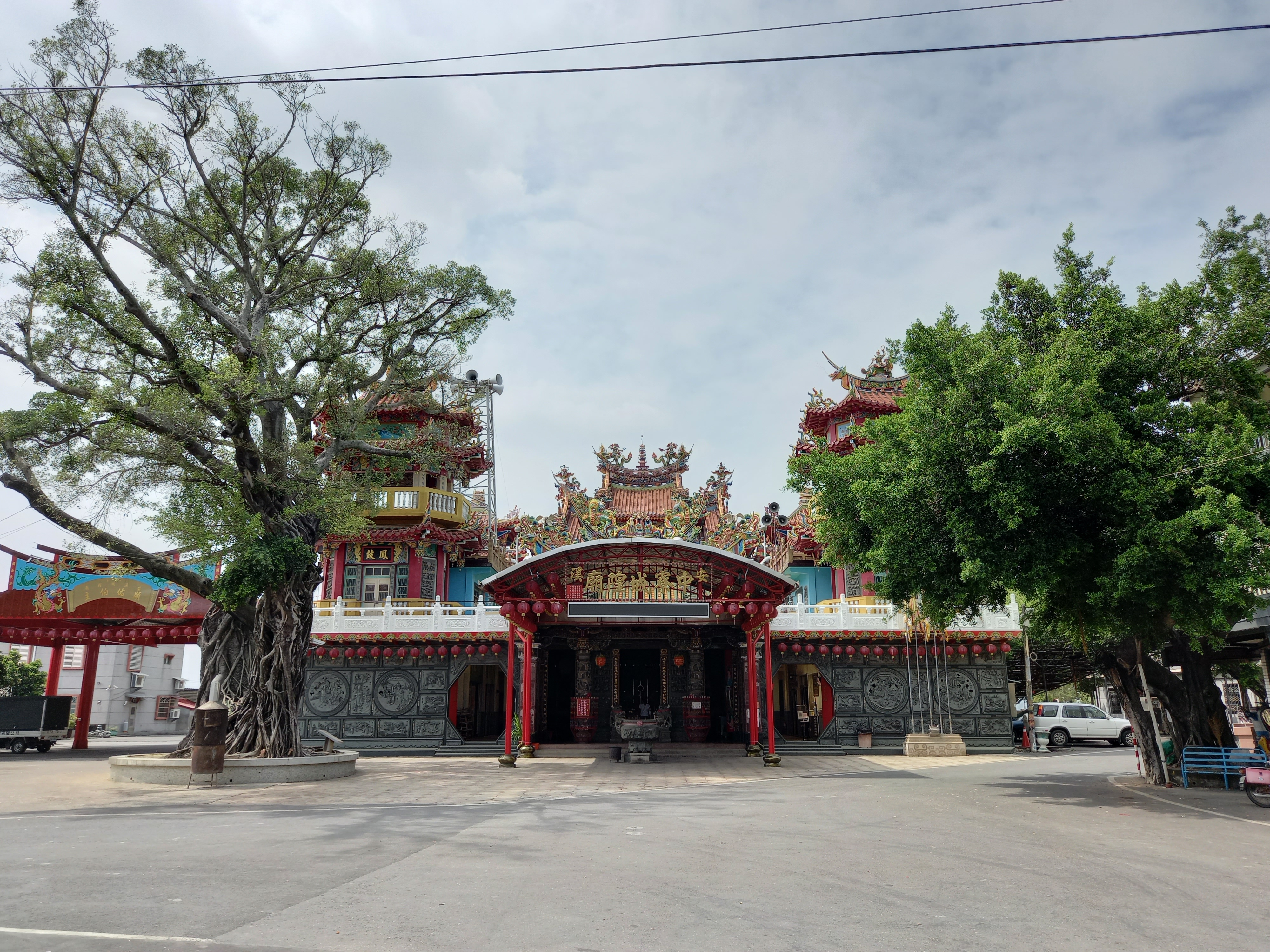
鹿草鄉中寮安溪城隍廟
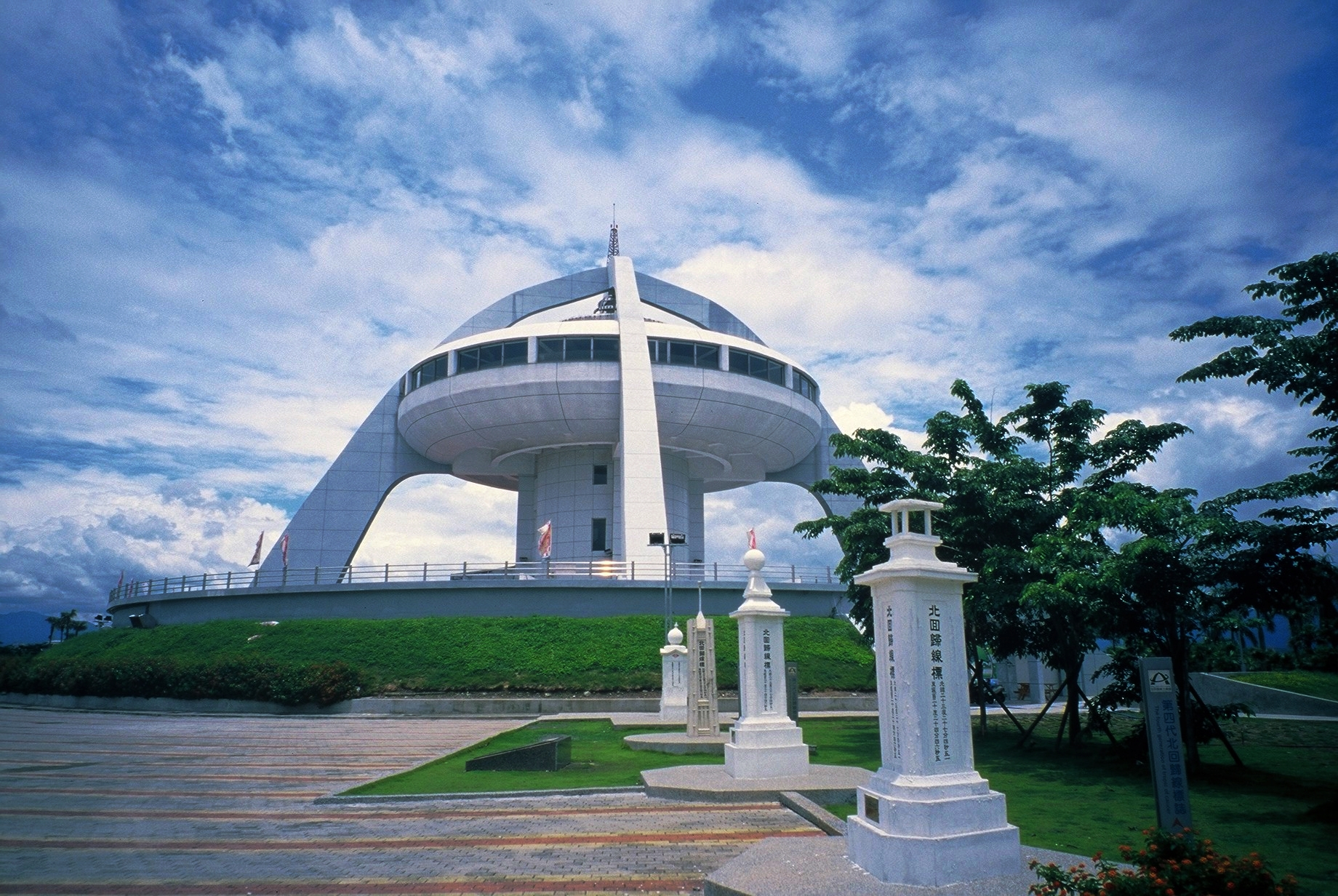
水上鄉北回歸線太陽館
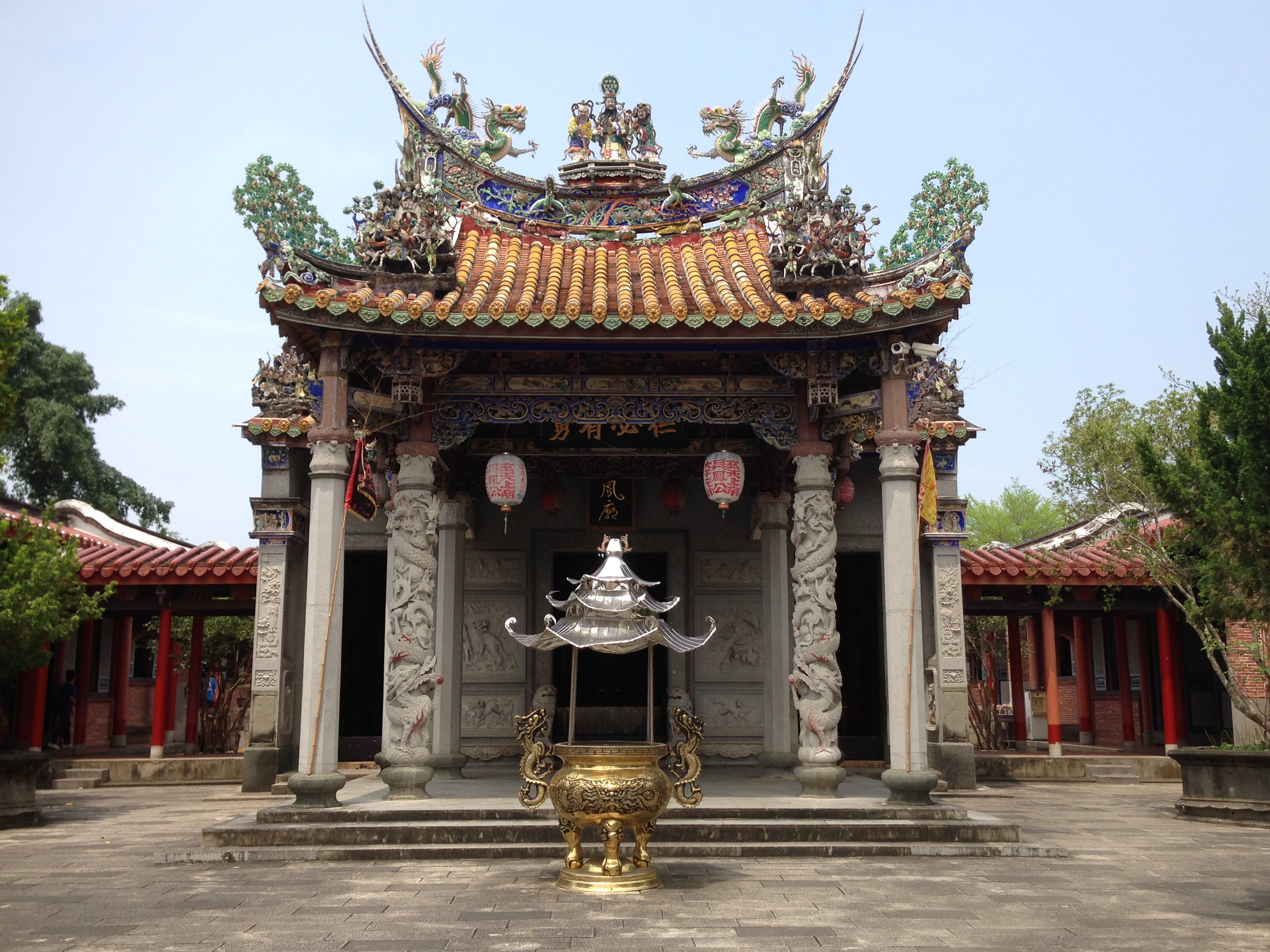
中埔鄉縣定古蹟吳鳳廟
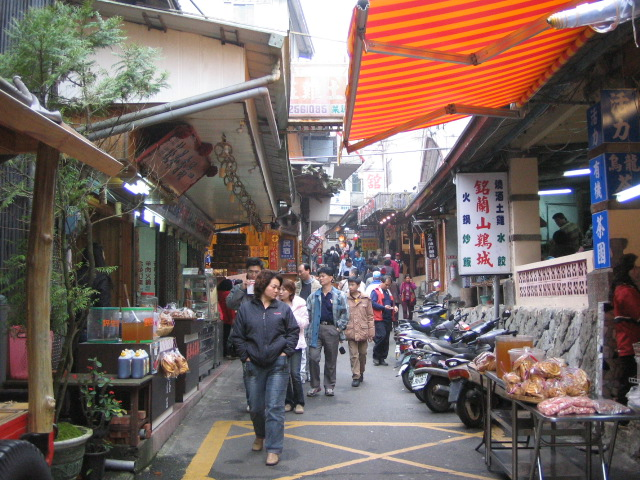
竹崎鄉奮起湖老街
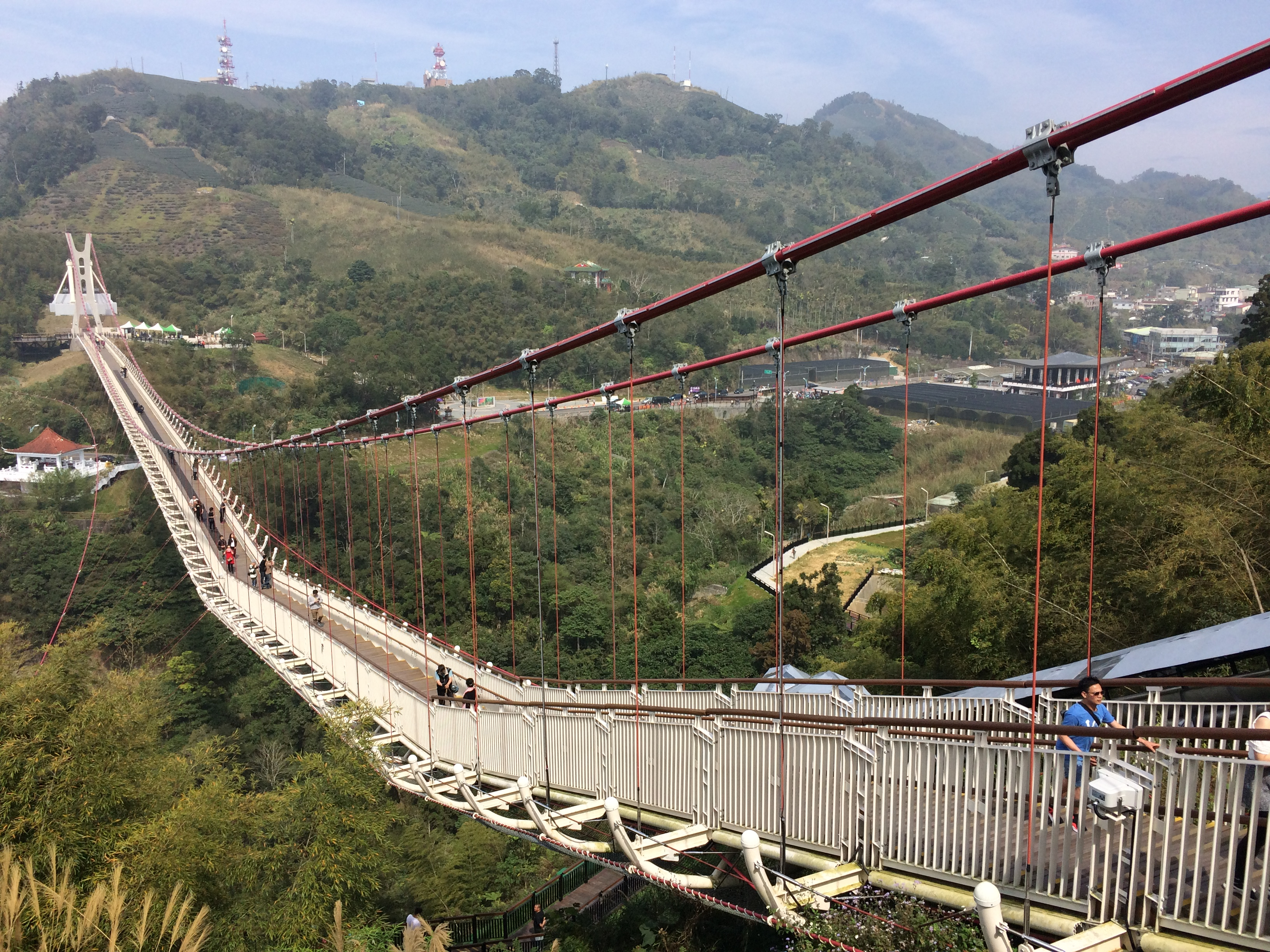
梅山鄉太平雲梯
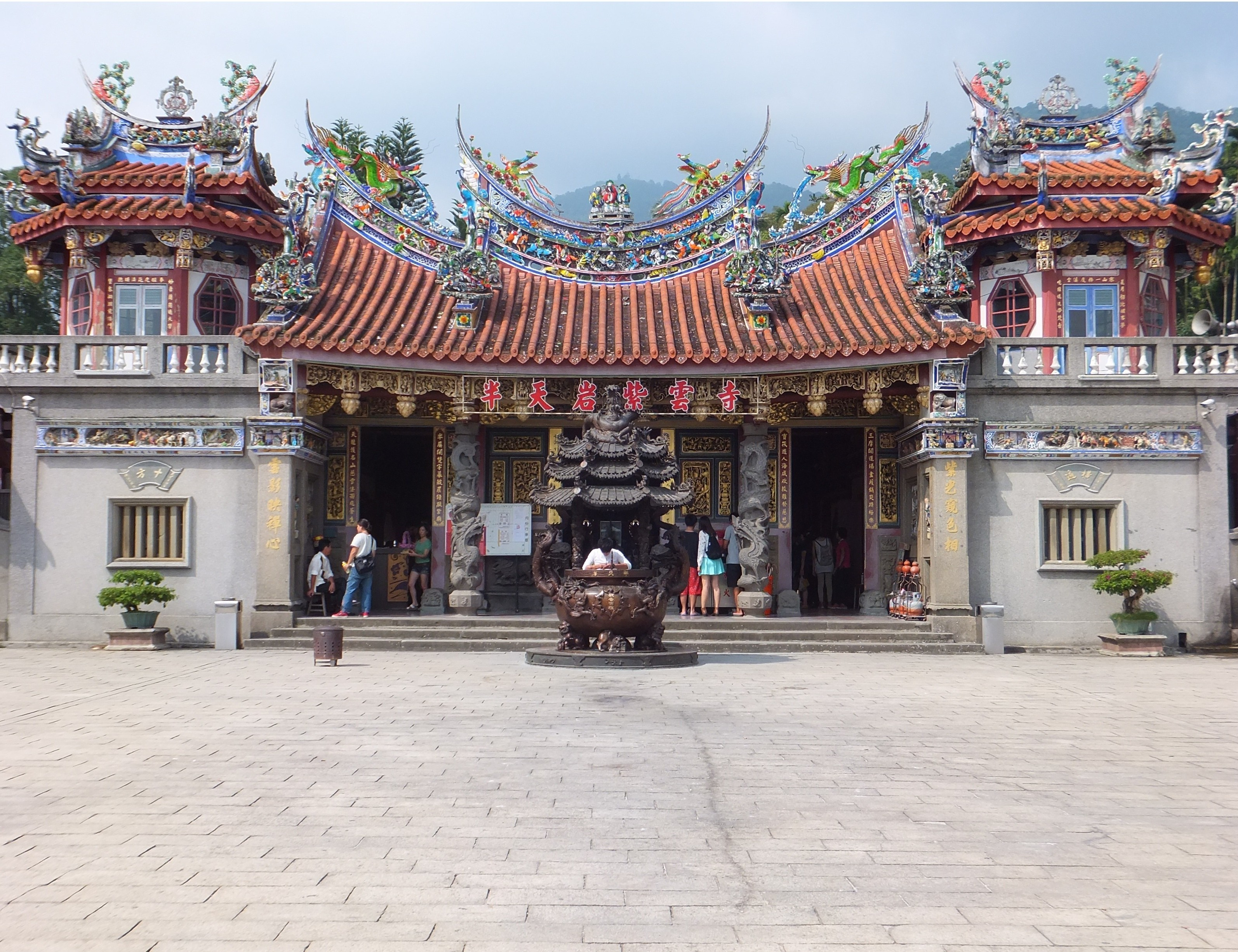
番路鄉半天岩紫雲寺
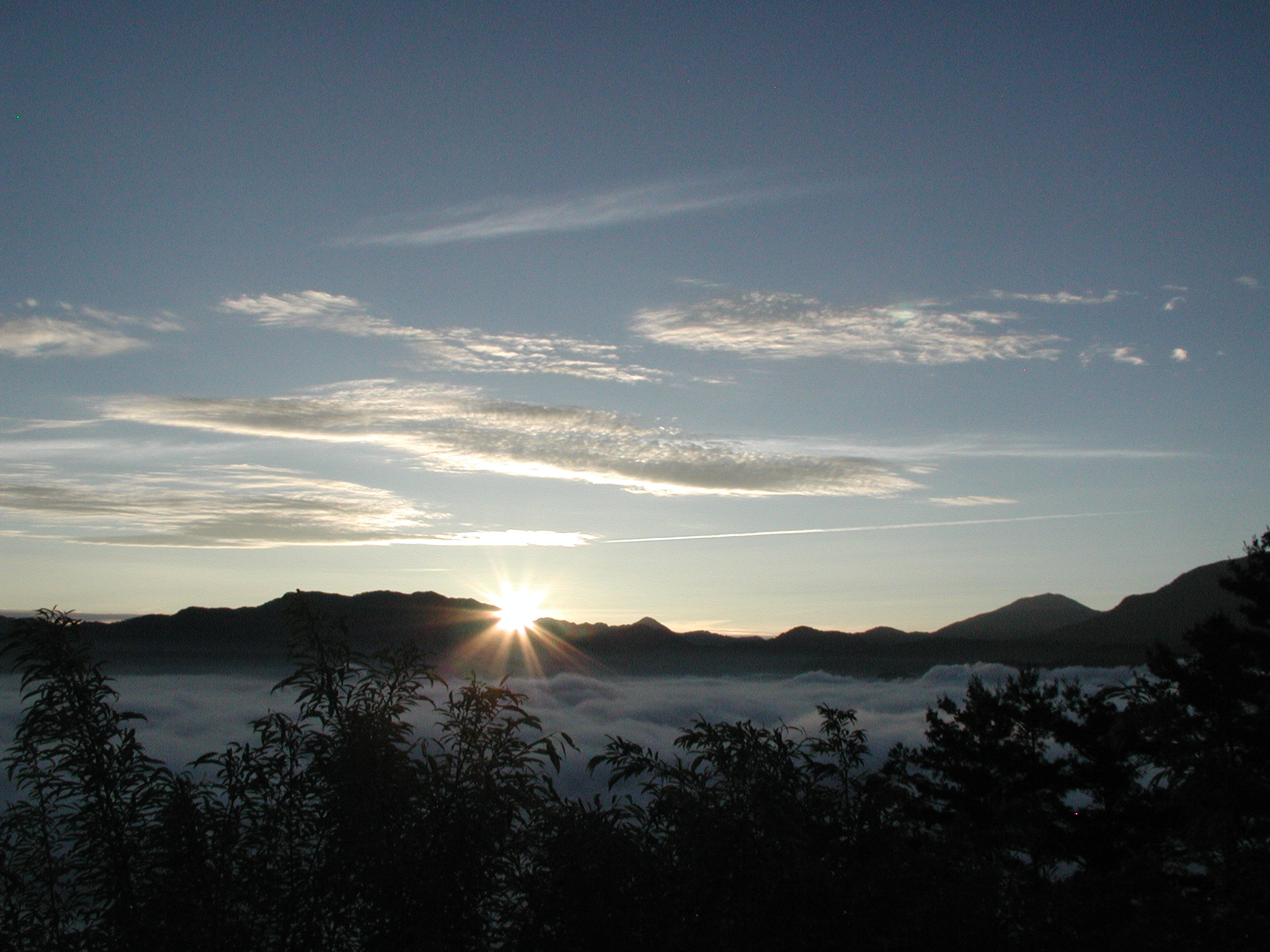
阿里山鄉阿里山祝山日出